# Departament de l'Stura
Stura fou un departament francès creat el 1802 en el territori del Regne de Sardenya-Piemont. La capital fou Cuneo i estava dividit en els districtes de Cuneo, Alba, Mondovi, Saluzzo, i Savigliano. Va existir fins al 1814.